# RWD-11
RWD-11 – polski samolot pasażerski z okresu międzywojennego.

## Historia
W 1933 roku w Jerzy Drzewiecki i Stanisław Rogalski opracowali projekt samolotu pasażerskiego zdolnego do przewozu 6 pasażerów, samolot ten otrzymał oznaczenie RWD-11. Samolot był konkurentem maszyny PZL.27, którą przewyższał osiągami i cechami lotno-użytkowymi. 
Budowę prototypu zamówiło Dowództwo Lotnictwa w 1934 roku, gdyż zamierzało używać tego samolotu do przeszkalania pilotów na samoloty dwusilnikowe. Rozpoczęto wtedy budowę prototypu, lecz Dowództwo Lotnictwa wycofało się z umowy. Pomimo tego kierownictwo Doświadczalnych Warsztatów Lotniczych postanowiło kontynuować budowę samolotu. Ostatecznie budowę ukończono pod koniec 1935 roku. 
W styczniu 1936 roku pilot doświadczalny DWL Aleksander Onoszko dokonał oblotu samolotu. Następnie rozpoczęło się szereg prób w locie, a także zmian konstrukcji polepszających warunki lotne samolotu. W okresie od września do grudnia 1936 roku przeszedł badania w Instytucie Techniki Lotniczej i uzyskał certyfikat. Wtedy też Dowództwo Lotnictwa podpisało z wytwórnią DWL umowę na budowę tego prototypu i zapłaciło za niego. Stając się jednak właścicielem prototypu Dowództwo Lotnictwa nie wyraziło zgodny na poddanie go próbom w PLL Lot. Takie postanowienie sprawiło, że nie wprowadzono samolotu do produkcji seryjnej dla lotnictwa cywilnego a lotnictwo wojskowe ostatecznie nie zamówiło tych samolotów do szkolenia załóg. Powstały 4 wersje tego samolotu, zmieniono zarówno nos maszyny, jak też zmieniono statecznik pionowy z pojedynczego na podwójny. Poprawiono też instalację hydrauliczną do chowania podwozia. W wyniku badań w locie usunięto skłonność maszyny do flatteru, a w nurkowaniu Aleksander Onoszko osiągnął 375 km/h, wykazując przewagę prędkości nad myśliwcami PZL P.11 i co zostało krytycznie ocenione przed Dowództwo Lotnictwa. 
Zbudowano tylko 1 prototyp samolotu RWD-11.

## Użycie
Prototyp samolot RWD-11 po oblataniu w styczniu 1936 roku był używany wyłącznie do lotów próbnych i badawczych. W 1938 roku w czasie jednego z lotów doszło do uszkodzenia podwozia samolotu w trakcie lądowania i samolotu nie udało się już naprawić do wybuchu wojny. 
Samolot wziął udział w filmie Dziewczyna szuka miłości z 1938 r. wytwórni Panta-Film, reżysera Romualda Gantkowskiego, ze scenariuszem Wacława Sieroszewskiego, Ferdynanda Goetla, Antoniego Cwojdzińskiego i Tadeusza Królikiewicza.  
Uszkodzony samolot został przejęty przez Niemców i prawdopodobnie po naprawieniu używano go do lotów dyspozycyjnych.

## Konstrukcja
Samolot pasażerski w układzie dwusilnikowego dolnopłatu z chowanym podwoziem.
Kadłub o konstrukcji kratownicowej wykonanej z rur stalowych. W okolicach silnika kryty blachą aluminiową, dalej kryty sklejką, w części ogonowej płótnem. Kabina załogi dwuosobowa (pilot i mechanik-radiotelegrafista) z podwójnymi pedałami, centralną kolumną oraz wolantem przestawialnym z miejsca pilota na miejsce mechanika. Kabina pasażerska miała wymiary 3,5x1,3x1,45 m i mieściła 6 foteli pasażerów. Wentylację i ogrzewanie kabiny zapewniało powietrze pobierane znad rur wydechowych silników. Za kabiną pasażerską znajdował się bagażnik o pojemności 0,6 m³ mieszczący 90 kg bagażu. Dostęp do kabiny załogi i pasażerskiej zapewniały drzwi umieszczone na lewej burcie kadłuba.
Napęd stanowiły dwa silniki rzędowe umieszczone w gondolach pod skrzydłami. 
Podwozie trójpunktowe z kółkiem ogonowym. Koła główne chowane za pomocą instalacji hydraulicznej do gondoli silnikowych. Kółko ogonowe samonastawne z możliwością  blokowania, amortyzowane sprężyną.